# دیوید اپاتوشو
دیوید اُپاتوشو (انگلیسی: David Opatoshu؛ ۳۰ ژانویهٔ ۱۹۱۸ – ۳۰ آوریل ۱۹۹۶) یک هنرپیشه و فیلم‌نامه‌نویس اهل ایالات متحده آمریکا بود.
او فرزند نویسنده یهودی، «جوزف اُپاتوشو» است.
از فیلم‌ها یا برنامه‌های تلویزیونی که وی در آن نقش داشته است می‌توان به پرده پاره، کاردینال، تعمیرکار، خروج، تارزان و وادی طلا و دختر مهمانی اشاره کرد.
وی همچنین برنده جوایزی همچون جایزه امی ساعات پربیننده (برترین هنرپیشهٔ مردِ مهمان در یک سریال درام تلویزیونی) شده است.